# Calcio ai Giochi panamericani
Il calcio è presente ai Giochi panamericani sin dalla loro creazione, avvenuta nel 1951. In tale disciplina primeggia, per numero di medaglie, la nazionale di calcio dell'Argentina, con 7 ori, 2 argenti e 3 bronzi. Mentre nelle prime edizioni la competizione era riservata alle Nazionali A, in seguito sono state ammesse a partecipare solo le selezioni Under-20 per la CONCACAF e quelle Under-17 per la CONMEBOL, con la possibilità di convocare tre fuori quota.

## Storia

### La prima edizione
In occasione dei I Giochi panamericani di Buenos Aires la PASO decise d'inserire il calcio tra gli sport della manifestazione. Le squadre partecipanti furono cinque: i padroni di casa dell'Argentina, il Cile, la Costa Rica, il Paraguay e il Venezuela. Era prevista anche la partecipazione del Brasile, ma la CBD decise di ritirare la squadra il 16 febbraio, nove giorni prima dell'inizio del torneo. Dato che ai Giochi potevano partecipare solamente atleti dilettanti, l'Argentina e il Cile convocarono elementi appartenenti a squadre giovanili; Costa Rica e Venezuela, invece, poterono impiegare i propri migliori giocatori, dato che i campionati nazionali non erano professionistici; ancor diverso fu il comportamento del Paraguay, che decise di partecipare alla manifestazione utilizzando la rosa della squadra di club dello Sport Colombia, integrandola con alcuni calciatori provenienti da altre società. A ottenere la prima medaglia d'oro fu l'Argentina, che superò agevolmente le altre formazioni.

### I Giochi dal 1955 al 1971
A Città del Messico ebbe luogo la seconda edizione del torneo: Argentina e Venezuela furono le uniche della prima edizione a partecipare anche alla seconda. Le altre due squadre del torneo furono Messico e Antille Olandesi, entrambe al loro debutto. Ancora una volta, a vincere fu l'Argentina, seguita dal Messico. Nel 1959 vi fu un cospicuo aumento del numero dei partecipanti, che da 4 passò a 7: Argentina, Brasile, Costa Rica, Cuba, Haiti, Messico e Stati Uniti composero il girone, che prevedeva che ogni squadra affrontasse tutte le altre. Per il terzo anno consecutivo fu l'Argentina a ottenere la medaglia d'oro; la stessa selezione albiceleste, quella brasiliana, quella statunitense e quella messicana presero parte al torneo con squadre prive dei consueti titolari, e non considerano ufficiali gli incontri giocati. Nel 1963, per i Giochi di San Paolo, fu istituito un torneo di qualificazione per le formazioni sudamericane (chiamato Campeonato Sudamericano de Acesso e disputato a Lima, in Perù, nel 1962). A ottenere il posto furono Brasile, Argentina e Cile. Nell'incontro tra Brasile e USA, terminato 10-0 in favore dei sudamericani, Aírton Beleza stabilì il primato di 7 reti segnate in un solo incontro. Il Brasile terminò al primo posto nel girone, composto da cinque squadre, e ottenne la sua prima medaglia d'oro nel torneo calcistico. Nel 1967, a Winnipeg, per la prima volta furono creati due gironi, ciascuno con quattro squadre. Arrivarono in finale Messico e Bermuda, alla sua prima partecipazione: ad avere la meglio furono i messicani, che superarono i rivali per 4-0 dopo i tempi supplementari. Nel 1971 il torneo venne ulteriormente allargato, e furono istituiti tre gruppi da 4 squadre: ciascun girone aveva la sua sede dove venivano disputati tutti gli incontri. Il girone A si teneva a Cali, il girone B a Cartago e il girone C a Buga e Tuluá. Le prime due classificate d'ogni gruppo passavano alla fase successiva, che era composta da un unico girone da 6 squadre. La vittoria fu nuovamente appannaggio dell'Argentina, che primeggiò nel gruppo con 9 punti e nessuna sconfitta.

### Dal 1975 al 1999
Nel 1975 i Giochi tornarono in Messico, vent'anni dopo Città del Messico 1955: il formato del torneo calcistico mutò nuovamente, arrivando a includere quattro gruppi nella prima fase e due nella seconda: venivano poi disputate la finalissima e la partita per il 3º-4º posto. In questa edizione si verificò un fatto particolare: Messico e Brasile, le finaliste, decisero di non proseguire l'incontro durante i tempi supplementari, e la medaglia d'oro fu dunque assegnata a entrambe le squadre. Nel 1979 a San Juan (Porto Rico) vennero istituiti tre gironi, ciascuno con tre squadre: le formazioni della CONCACAF avevano disputato, nell'aprile 1979, un torneo di qualificazione. Il Brasile vinse in finale contro Cuba, mentre l'Argentina ottenne il bronzo superando la Costa Rica. Nel 1983 a Caracas vinse l'Uruguay, che superò il Brasile nell'ultima gara; ancora una volta le selezioni nordamericane e centroamericane dovettero partecipare a dei tornei di qualificazione, mentre per il Sudamerica parteciparono le squadre meglio piazzate al Campionato sudamericano di calcio Under-20 1983. A Indianapolis, nel 1987, a vincere fu il Brasile di Carlos Alberto Silva, che sconfisse il Cile ai supplementari. A Cuba, nel 1991, la finale vide contrapposte le Nazionali di USA e Messico; a vincere furono gli statunitensi, grazie alla rete al quinto minuto del primo tempo supplementare di Joe-Max Moore. A questa edizione parteciparono solo otto squadre, divise in due gruppi da quattro ciascuno. Il torneo di Mar del Plata 1995 vide il ritorno ai tre gironi da quattro formazioni: i padroni di casa dell'Argentina ebbero la meglio sul Messico ai calci di rigore. Capocannoniere della manifestazione fu Marcelo Gallardo, con 6 reti. Il 1999 vide l'introduzione del torneo femminile, e fu introdotto il limite d'età (potevano partecipare solo squadre Under-23) per il torneo maschile. La manifestazione riservata agli uomini fu vinta dal Messico, mentre la prima edizione di quella femminile vide la vittoria degli Stati Uniti.

### Gli anni 2000
Nel 2003 il limite d'età del torneo maschile fu modificato: le Nazionali centronordamericane dovettero impiegare giocatori Under-22, mentre quelle sudamericane giocatori al di sotto dei 20 anni. La competizione femminile, invece, restò invariata. I Giochi di Santo Domingo vennero vinti da Argentina (uomini) e Brasile (donne). Nel 2007 a Rio de Janeiro a vincere furono l'Ecuador Under-17 per gli uomini e il Brasile per le donne., mentre a Guadalajara nel 2011, in Messico, tra gli uomini si è imposta la under-20 locale, e tra le donne la nazionale femminile canadese. Nel 2015 a Toronto le canadesi non sono però riuscite a difendere il titolo, andato alle brasiliane, mentre tra gli uomini, al cui torneo hanno partecipato formazioni under-22, ad imporsi è stato l'Uruguay, che in finale ha battuto i detentori del titolo del Messico.

## Torneo maschile

### Edizioni
| Anno          | Paese                                | Finale      | Finale        | Finale     | 3º-4º posto       | 3º-4º posto   | 3º-4º posto       |
| Anno          | Paese                                | Oro         | Risultato     | Argento    | Bronzo            | Risultato     | 4º posto          |
| ------------- | ------------------------------------ | ----------- | ------------- | ---------- | ----------------- | ------------- | ----------------- |
| 1951 Dettagli | Buenos Aires, Argentina              | Argentina   |               | Costa Rica | Cile              |               | Venezuela         |
| 1955 Dettagli | Città del Messico, Messico           | Argentina   |               | Messico    | Antille Olandesi  |               | Venezuela         |
| 1959 Dettagli | Chicago, Stati Uniti d'America       | Argentina   |               | Brasile    | Stati Uniti       |               | Haiti             |
| 1963 Dettagli | San Paolo, Brasile                   | Brasile     |               | Argentina  | Cile              |               | Uruguay           |
| 1967 Dettagli | Winnipeg, Canada                     | Messico     | 4–0 dts       | Bermuda    | Trinidad e Tobago | 4–1           | Canada            |
| 1971 Dettagli | Cali, Colombia                       | Argentina   |               | Colombia   | Cuba              |               | Trinidad e Tobago |
| 1975 Dettagli | Città del Messico, Messico           | Brasile     | dcr           | 🇲🇽Messico  | Argentina         | 2–0           | Costa Rica        |
| 1979 Dettagli | San Juan, Porto Rico                 | Brasile     | 3–0           | Cuba       | Argentina         | 2–0           | Costa Rica        |
| 1983 Dettagli | Caracas, Venezuela                   | Uruguay     |               | Guatemala  | —                 | —             | —                 |
| 1987 Dettagli | Indianapolis,Stati Uniti d'America   | Brasile     | 2–0 dts       | Cile       | Argentina         | 0–0 (5–4) dcr | Messico           |
| 1991 Dettagli | L'avana, Cuba                        | Stati Uniti | 2–1 dts       | Messico    | Cuba              | 1–0           | Honduras          |
| 1995 Dettagli | Mar del Plata, Argentina             | Argentina   | 0–0 (5–4) dcr | Messico    | Colombia          | 3–0           | Honduras          |
| 1999 Dettagli | Winnipeg, Canada                     | Messico     | 3–1           | Honduras   | Stati Uniti       | 2–1           | Canada            |
| 2003 Dettagli | Santo Domingo, Repubblica Dominicana | Argentina   | 1–0           | Brasile    | Messico           | 0–0 (5–4) dcr | Colombia          |
| 2007 Dettagli | Rio de Janeiro, Brasile              | Ecuador     | 2–1           | Giamaica   | Messico           | 1–0           | Bolivia           |
| 2011 Dettagli | Guadalajara, Messico                 | Messico     | 1-0           | Argentina  | Uruguay           | 2-1           | Costa Rica        |
| 2015 Dettagli | Toronto, Canada                      | Uruguay     | 1-0           | Messico    | Brasile           | 3-1           | Panama            |
| 2019 Dettagli | Lima, Perù                           | Argentina   | 4-1           | Honduras   | Messico           | 1-0           | Uruguay           |
| 2023 Dettagli | Santiago del Cile, Cile              | Brasile     | 1-1 (4-2)     | Cile       | Messico           | 4-1           | Stati Uniti       |

### Medagliere
| Squadra           | Oro                                         | Argento                          | Bronzo                     |
| ----------------- | ------------------------------------------- | -------------------------------- | -------------------------- |
| Argentina         | 7 (1951 1955, 1959, 1971, 1995, 2003, 2019) | 2 (1963), (2011)                 | 3 (1975, 1979, 1987)       |
| Brasile           | 5 (1963*, 1975, 1979, 1987, 2023)           | 2 (1959, 2003)                   | 2 (1983, 2015)             |
| Messico           | 3 (1967, 1999, 2011*)                       | 5 (1955, 1975, 1991, 1995, 2015) | 4 (2003, 2007, 2019, 2023) |
| Uruguay           | 2 (1983, 2015)                              |                                  | 1 (2011)                   |
| Stati Uniti       | 1 (1991)                                    |                                  | 2 (1959*, 1999)            |
| Ecuador           | 1 (2007)                                    |                                  |                            |
| Honduras          |                                             | 2 (1999, 2019)                   |                            |
| Cile              |                                             | 2 (1987, 2023*)                  | 2 (1951, 1963)             |
| Cuba              |                                             | 1 (1979)                         | 2 (1971, 1991*)            |
| Colombia          |                                             | 1 (1971*)                        | 1 (1995)                   |
| Bermuda           |                                             | 1 (1967)                         |                            |
| Costa Rica        |                                             | 1 (1959)                         |                            |
| Guatemala         |                                             | 1 (1983)                         |                            |
| Giamaica          |                                             | 1 (2007)                         |                            |
| Antille Olandesi  |                                             |                                  | 1 (1955)                   |
| Trinidad e Tobago |                                             |                                  | 1 (1967)                   |

* = nazione ospitante

## Torneo femminile

### Edizioni
| 1999 Dettagli | Winnipeg, Canada                     | Stati Uniti | 1–0           | Messico     | Costa Rica  | 1–1 (4–3) dcr | Canada    |
| 2003 Dettagli | Santo Domingo, Repubblica Dominicana | Brasile     | 2–1 dts       | Canada      | Messico     | 4–1           | Argentina |
| 2007 Dettagli | Rio de Janeiro, Brasile              | Brasile     | 5–0           | Stati Uniti | Canada      | 2–1           | Messico   |
| 2011 Dettagli | Guadalajara, Messico                 | Canada      | 1–1 (4–3) dcr | Brasile     | Messico     | 1-0           | Colombia  |
| 2015 Dettagli | Toronto, Canada                      | Brasile     | 4-0           | Colombia    | Messico     | 2-1           | Canada    |
| 2019 Dettagli | Lima, Perù                           | Colombia    | 1–1 (8–7) dcr | Argentina   | Costa Rica  | 1-0           | Paraguay  |
| 2023 Dettagli | Santiago del Cile, Cile              | Messico     | 1-0           | Cile        | Stati Uniti | 2-0           | Argentina |

### Medagliere
| Squadra     | Oro                   | Argento  | Bronzo                |
| ----------- | --------------------- | -------- | --------------------- |
| Brasile     | 3 (2003, 2007*, 2015) | 1 (2011) |                       |
| Messico     | 1 (2023)              | 1 (1999) | 3 (2003, 2011*, 2015) |
| Canada      | 1 (2011)              | 1 (2003) | 1 (2007)              |
| Stati Uniti | 1 (1999)              | 1 (2007) | 1 (2023)              |
| Colombia    | 1 (2019)              | 1 (2015) |                       |
| Argentina   |                       | 1 (2019) |                       |
| Cile        |                       |          | 1 (2023*)             |
| Costa Rica  |                       |          | 2 (1999, 2019)        |

* = nazione ospitante